# Anton Kochinian
Anton Ervandovich Kochinian, en arménien : Անտոն Երվանդի Քոչինյան, né le 25 octobre 1913 à Vahagni et mort le 1er décembre 1990 à Erevan, est une personnalité politique soviétique.
Il a été président du conseil des ministres de 1952 à 1966 et premier secrétaire du Parti communiste d'Arménie de 1966 jusqu'à sa retraite en 1974. Il a plaidé sans succès auprès du gouvernement central de Moscou pour l'unification du Karabakh à l'Arménie. Il a été remplacé par Karen Demirchyan en 1974.